# Szekong tartomány
Szekong (nemzetközi alakban Xekong) Laosz egyik tartománya az ország délkeleti felében.
Ez a legkisebb területű és népsűrűségű tartomány az egész országban, minthogy felszínének 50%-át erdők borítják.

## Közigazgatás
Szekong tartomány területe a következő körzetekre oszlik:
1. Dakcheung (15-03)
2. Kaleum (15-02)
3. Lamam (15-01)
4. Thateng (15-04)

1. ↑  http://lao.unfpa.org/sites/default/files/pub-pdf/PHC-ENG-FNAL-WEB_0.pdf pp. 103